# Avot
Avot är en kommun i departementet Côte-d'Or i regionen Bourgogne-Franche-Comté i östra Frankrike. Kommunen ligger i kantonen Grancey-le-Château-Neuvelle som tillhör arrondissementet Dijon. År 2022 hade Avot 189 invånare.

## Befolkningsutveckling
Antalet invånare i kommunen Avot
Referens:INSEE